# Права ЛГБТ+ особа у Европској унији
Права ЛГБТ+ особа су заштићена уговорима и законима Европске уније (ЕУ). Истополна сексуална активност је легална у свим државама чланицама ЕУ, а дискриминација је забрањена од 2000. године. Неке земље имају специфичне статусе који им онемогућавају прихваћање неких смерница, као на пример истополни брак или усвајање деце.

## Права

### Право на венчање
Право на венчање је признато у 12 земаља:
- Немачка
- Аустрија
- Белгија
- Данска
- Ирска
- Француска
- Република Ирска
- Луксембург
- Малта
- Краљевина Холандија
- Португалија
- Шпанија
- Шведска

## Право на грађанску заједницу
Грађанска заједница је дозвољена у 18 земаља:
- Кипар
- Немачка
- Аустрија
- Белгија
- Данска
- Ирска
- Француска
- Република Ирска
- Луксембург
- Малта
- Холандија
- Португалија
- Шпанија
- Шведска
- Естонија
- Словенија
- Хрватска
- Чешка Република

Неке земље Европске уније нису у могућности да прихвате венчање или грађанску заједницу два иста пола, то је због правних статуса који налаже да је једино прихваћен брак између мушкарца и жене. То су:  
- Бугарска
- Хрватска
- Летонија
- Литванија
- Словенија
- Пољска

## Усвајање
Усвајање је дозвоњено у 13. земаља:
- Аустрија,
- Данска
- Шпанија
- Хрватска
- Француска
- Ирска
- Луксембург
- Малта
- Хрватска
- Немачка
- Шведска
- Холандија
- Португалија